# Saison 2013-2014 de la Berrichonne de Châteauroux
Chronologie
Saison précédente Saison suivante
La saison 2013-2014 du LB Châteauroux, club de football français, voit le club évoluer en Ligue 2.

## Résumé de la saison
- Le club termine à la 18e place du championnat. Il doit donc être relégué en National. Mais, à l'issue de la non-montée de Luzenac en L2, Chateauroux est maintenu dans cette division à l'issue de la saison.
- Saison sans grands coups d'éclat également en Coupe de France et en Coupe de la Ligue
- Didier Tholot commence la saison comme entraîneur avant d'être remplacé par Jean-Louis Garcia en cours de saison

## Équipe professionnelle

### Transferts
Sont considérés comme arrivées, des joueurs n’ayant pas joué avec l’équipe 1 la saison précédente.
| Nom                  | Nationalité | Poste     | Transfert   | Provenance/Destination | Division      |
| -------------------- | ----------- | --------- | ----------- | ---------------------- | ------------- |
| Arrivées             |             |           |             |                        |               |
| Landry Bonnefoi      |             | Gardien   | Transfert   | SC Bastia              | Ligue 1       |
| Théo Bobek           |             | Défenseur | -           | -                      | Formé au club |
| Pierre-Yves Polomat  |             | Défenseur | Prêt        | Saint-Étienne          | Division 1    |
| Marvin Esor          |             | Défenseur | Transfert   | Clermont Foot          | Ligue 2       |
| Johann Obiang        |             | Défenseur | -           | -                      | Formé au club |
| Flavien Tait         |             | Milieu    | -           | -                      | Formé au club |
| Christopher Maboulou |             | Milieu    | -           | -                      | Formé au club |
| Maxime Bourgeois     |             | Milieu    | Transfert   | AJ Auxerre             | Ligue 2       |
| Christian Kinkela    |             | Milieu    | Transfert   | Moreirense             | Division 1    |
| Alexi Peuget         |             | Milieu    | Transfert   | Stade de Reims         | Division 1    |
| Nasser Chamed        |             | Milieu    | -           | -                      | Formé au club |
| Luis Ramos           |             | Milieu    | Transfert   | Debrecen               | Division 1    |
| Attila Filkor        |             | Milieu    | Prêt        | Pro Vercelli           | Serie B       |
| Kévin Dupuis         |             | Attaquant | Prêt        | Courtrai               | Ligue 1       |
| Terence Makengo      |             | Attaquant | Transfert   | AJ Auxerre             | Ligue 2       |
| Paul Arnold Garita   |             | Attaquant | -           | -                      | Formé au club |
| Départs              |             |           |             |                        |               |
| Jordan Fauqué        |             | Défenseur | -           | -                      | Sans club     |
| Yohan Hautcœur       |             | Milieu    | Transfert   | Amiens SC              | National      |
| Adrien Ménager       |             | Milieu    | Transfert   | Vierzon                | DH            |
| Claudio Beauvue      |             | Milieu    | Transfert   | Guingamp               | Division 1    |
| Akim Orinel          |             | Milieu    | Transfert   | Fréjus Saint-Raphaël   | National      |
| Benjamin Jeannot     |             | Attaquant | Retour prêt | Nancy                  | Ligue 2       |
| Marcel Essombé       |             | Attaquant | Transfert   | US Créteil-Lusitanos   | Ligue 2       |

### Championnat

#### Matchs allers
| Date       | N o | Adversaire           | Lieu | Résultat | Buteurs pour Châteauroux                      | Points | Classement |
| ---------- | --- | -------------------- | ---- | -------- | --------------------------------------------- | ------ | ---------- |
| 02/08/2013 | J01 | Stade brestois 29    | Dom. | 3 – 3    | Dupuis 51e, Fournier 65e, Bain 89e            | 1      | 8          |
| 10/08/2013 | J02 | SCO Angers           | Ext. | 1 - 0    | -                                             | 1      | 13         |
| 16/08/2013 | J03 | Tours FC             | Dom. | 0 - 4    | -                                             | 1      | 19         |
| 23/08/2013 | J04 | AJ Auxerre           | Ext. | 2 - 0    | -                                             | 1      | 19         |
| 30/08/2013 | J05 | CA Bastia            | Dom. | 2 - 0    | Dupuis 14e , Maboulou 73e                     | 4      | 16         |
| 13/09/2013 | J06 | Troyes               | Ext. | 3 - 0    | -                                             | 4      | 18         |
| 20/09/2013 | J07 | Le Havre AC          | Dom. | 2 – 2    | Maboulou 37e, Kinkela 62e                     | 5      | 18         |
| 24/09/2013 | J08 | AC Arles-Avignon     | Ext. | 1 – 1    | Bourgeois 19e                                 | 6      | 19         |
| 27/09/2013 | J09 | Chamois niortais FC  | Dom. | 3 - 0    | Kinkela 31e (pen.), Maboulou 57e, Makengo 90e | 9      | 16         |
| 04/10/2013 | J10 | FC Metz              | Ext. | 1 - 0    | -                                             | 9      | 17         |
| 18/10/2013 | J11 | SM Caen              | Dom. | 0 - 2    | -                                             | 9      | 18         |
| 25/10/2013 | J12 | Nîmes Olympique      | Ext. | 3 - 1    | Sambou 56e                                    | 9      | 18         |
| 01/11/2013 | J13 | Clermont Foot 63     | Dom. | 3 - 0    | Bourgeois 11e, Dupuis 44e, Makengo 76e        | 12     | 17         |
| 08/11/2013 | J14 | AS Nancy-Lorraine    | Ext. | 2 - 0    | -                                             | 12     | 18         |
| 23/11/2013 | J15 | RC Lens              | Ext. | 2 - 0    | -                                             | 12     | 19         |
| 29/11/2013 | J16 | FC Istres            | Dom. | 2 - 0    | Bourgeois 34e, Maboulou 47e                   | 15     | 17         |
| 13/12/2013 | J17 | Stade lavallois      | Ext. | 2 – 2    | Tainmont 34e, Bourgeois 90+4e                 | 16     | 17         |
| 20/12/2013 | J18 | Dijon FCO            | Dom. | 3 - 1    | Tait 27e. Garita 88e 90+1e                    | 19     | 17         |
| 11/01/2014 | J19 | US Créteil-Lusitanos | Ext. | 3 - 2    | Maboulou 35e 43e                              | 19     | 17         |

#### Matchs retours
| Date       | N o | Adversaire           | Lieu | Résultat | Buteurs pour Châteauroux       | Points | Classement |
| ---------- | --- | -------------------- | ---- | -------- | ------------------------------ | ------ | ---------- |
| 17/01/2014 | J20 | SCO Angers           | Dom. | 0 - 1    | -                              | 19     | 19         |
| 25/01/2014 | J21 | Tours FC             | Ext. | 5 - 2    | Maboulou 9e, Dupuis 76e (pen.) | 19     | 19         |
| 31/01/2014 | J22 | AJ Auxerre           | Dom. | 2 - 0    | Tait 61e, Chamed 74e           | 22     | 17         |
| 07/02/2014 | J23 | CA Bastia            | Ext. | 1 - 4    | Dupuis 14e , Maboulou 73e      | 25     | 16         |
| 14/02/2014 | J24 | Troyes               | Dom. | 2 - 1    | Tait 19e, Kinkela 85e          | 28     | 15         |
| 21/02/2014 | J25 | Le Havre AC          | Ext. | 0 – 0    | -                              | 29     | 16         |
| 28/02/2014 | J26 | AC Arles-Avignon     | Dom. | 2 - 0    | Tait 13e, Obiang 86e           | 32     | 12         |
| 07/03/2014 | J27 | Chamois niortais FC  | Ext. | 4 - 0    | -                              | 32     | 15         |
| 14/03/2014 | J28 | FC Metz              | Dom. | 0 - 1    | -                              | 32     | 15         |
| 21/03/2014 | J29 | SM Caen              | Ext. | 1 – 1    | Maboulou 90+3e                 | 33     | 15         |
| 28/03/2014 | J30 | Nîmes Olympique      | Dom. | 2 - 0    | Peuget 17e, Dupuis 28e         | 36     | 14         |
| 04/04/2014 | J31 | Clermont Foot 63     | Ext. | 1 – 1    | Maboulou 52e                   | 37     | 14         |
| 11/04/2014 | J32 | AS Nancy-Lorraine    | Dom. | 0 - 3    | -                              | 37     | 15         |
| 21/04/2014 | J33 | RC Lens              | Dom. | 1 – 1    | Bourgeois 78e                  | 38     | 15         |
| 25/04/2014 | J34 | FC Istres            | Ext. | 0 – 0    | -                              | 39     | 15         |
| 02/05/2014 | J35 | Stade lavallois      | Dom. | 1 – 1    | Kamara 34e                     | 40     | 15         |
| 06/05/2014 | J36 | Dijon FCO            | Ext. | 2 - 1    | Garita 67e                     | 40     | 17         |
| 09/05/2014 | J37 | US Créteil-Lusitanos | Dom. | 0 - 2    | -                              | 40     | 18         |
| 16/05/2014 | J38 | Stade brestois 29    | Ext. | 3 - 0    | -                              | 40     | 18         |

### Coupe de France
| Date       | N o     | Adversaire    | Lieu | Résultat | Buteurs pour Châteauroux |
| ---------- | ------- | ------------- | ---- | -------- | ------------------------ |
| 17/11/2013 | 7e tour | Stade montois | Ext. | 2 - 0    | -                        |

### Coupe de la ligue
| Date       | N o      | Adversaire | Lieu | Résultat | Buteurs pour Châteauroux |
| ---------- | -------- | ---------- | ---- | -------- | ------------------------ |
| 06/08/2013 | 1er tour | Amiens SC  | Ext. | 1 - 0    | -                        |